# Ладынин, Андрей Иванович
Андрей Иванович Лады́нин (14 января 1938, Москва, СССР — 8 июля 2011, Москва, Россия) — советский и российский кинорежиссёр, сценарист, киноактёр.

## Биография
Родился 14 января 1938 года в Москве в семье режиссёра Ивана Пырьева и актрисы Марины Ладыниной, которые тогда ещё не были официально расписаны.
В 1957 году окончил Московскую среднюю художественную школу, в 1962 году — режиссёрский факультет Всесоюзного государственного института кинематографии (мастерская Григория Козинцева и Сергея Скворцова).
В 1967 году был «прикреплён» к Виктории Токаревой для экранизации её рассказа «День без вранья», но в конце концов отказался от постановки. Виктория Токарева вспоминала:

Он вынужден был снимать кино, не являясь внутренне режиссёром. У него была другая начинка. Сын не обязан продолжать династию родителей. В нём могут оказаться совсем другие гены. (...) Так и Андрей. Я не знаю, кем он был по призванию. Возможно, учёный, технарь, но только не режиссёр.
В итоге фильм «Урок литературы» снял Алексей Коренев. 
Андрей Ладынин дебютировал в качестве режиссёра в 1969 году короткометражным фильмом «Мститель», вошедшим в киноальманах «Семейное счастье».
В 1978 году поставил детективный фильм «Версия полковника Зорина», ставший одним из лидеров советского кинопроката.
Умер 8 июля 2011 года в Москве. Похоронен на Ваганьковском кладбище рядом с родителями матери.

## Личная жизнь
Первая жена — Людмила Петровна Давыдова (девичья фамилия Шляхтур) (1939—1996), известная зрителям по ролям Верки-модистки из фильма «Место встречи изменить нельзя» и Натальи из фильма «Тени исчезают в полдень». В первом браке детей не было.
Вторая жена (с 1968 года) — Светлана Ивановна Телепнева (1939—2018), биолог, кандидат биологических наук, сотрудник Всесоюзного онкологического научного центра АМН СССР (1974—1993) и биологического факультета МГУ имени М. В. Ломоносова (1993—2004).
Сын — Иван Андреевич Ладынин, российский историк и египтолог.

## Фильмография

### Актёр
- 1960 — Первое свидание — Женя, музыкант
- 1965 — Застава Ильича (Мне 20 лет) — гость с пластинкой
- 1966 — Путешествие (новелла «На полпути к Луне») — пассажир
- 1992 — Прикосновение — слепец в ресторане
- 1994 — Жених из Майами – москвич-старик

### Режиссёр
- 1969 — Семейное счастье (новелла «Мститель»)
- 1975 — Победитель (совместно с Эдгаром Ходжикяном)
- 1978 — Версия полковника Зорина
- 1981 — В последнюю очередь
- 1985 — Пять минут страха

### Сценарист
- 1969 — Семейное счастье (новелла «Мститель»)
- 1973 — Игра
- 1980 — Путь к концерту (короткометражный)

### Ассистент режиссёра
- 1969 — Сюжет для небольшого рассказа